# Gaztelugache
Gaztelugache (oficialmente y en euskera: Gaztelugatxe) es un islote de la localidad vizcaína de Bermeo, País Vasco, España. Está unido al continente por un puente de dos arcos. Sobre la isla hay una ermita dedicada a San Juan que data del siglo X, aunque algunos descubrimientos datan del siglo IX. Dicha ermita se edificó sobre los restos de un castillo adscrito al Reino de Navarra y que fue asediado, sin ser tomado, por las tropas castellanas. Junto con otra pequeña isla vecina, la de Aqueche, forma un biotopo protegido, que se extiende desde la localidad de Baquio hasta el cabo Machichaco en Bermeo, en el golfo de Vizcaya.

## Etimología
La palabra gaztelugatxe proviene del euskera gaztelu, "castillo" y atx, "peña", es decir, "peña del castillo". La palabra atx y sus variantes fonológicas son habitualmente usadas como sufijo o prefijo en euskera vizcaíno para denominar a montes y peñas: Aketx, Murgoatx, Karatxa, Atxulo, Axpe...
Documentalmente en el siglo XI (1053) la ermita se llamaba Sancti Johannis de Castiello (San Juan del Castillo), en la carta de donación que de ella hicieron Íñigo López, señor de Vizcaya, y su mujer Toda Ortiz a los monjes del Monasterio de San Juan de la Peña -cuna de la Corona de Aragón en (Jaca, Huesca, Aragón)-, bajo cuya protección y dominio quedó.
«...ego Enneco Lopiz et uxor mea

Tota Ortiz de nostra bona voluntate

tibi domino Zianno Sancti Johannis

monaco. Damus deo et

Sancto Johanni pro animabus

nostris in loco quod dicitur Sancti

Johannis de Castiello id est in territorio

de Bakio et afia parte de

Bermeio ut posideant et habeant

eum iIIi seniores Sancti Johannis

cum tota sua hereditate».

En documentos posteriores, del año 1162, en castellano antiguo, la ermita aparece como Sanctus lohannes de Penna (San Juan de la Peña), en donación a la Orden Premonstratense por parte del conde López de Nájera y de Vizcaya.

## Descripción

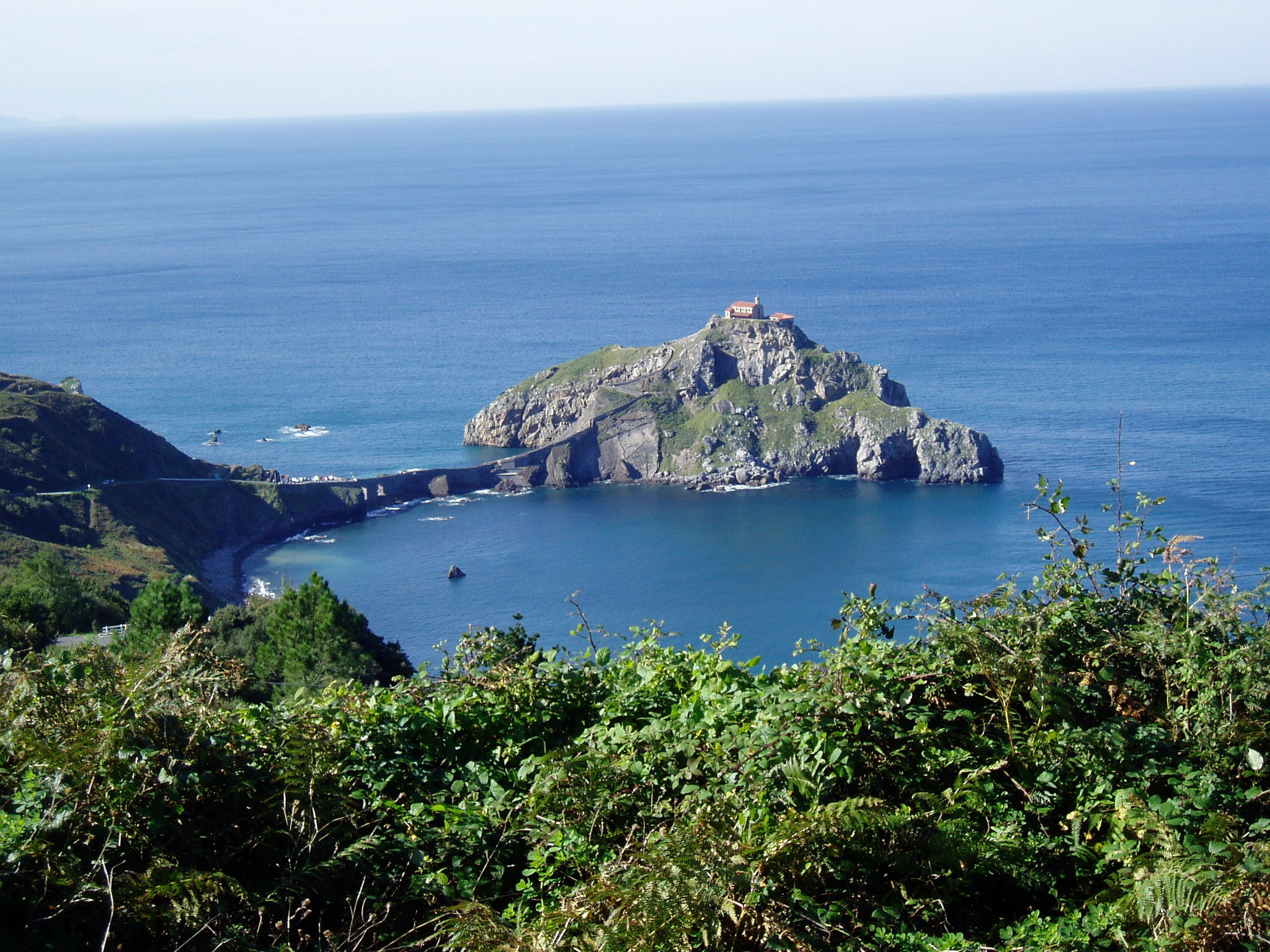
El islote desde la costa

La costa vizcaína en este lugar es agreste. El mar trabaja sin cesar erosionando la roca, areniscas y duras calizas de arrecife, y tallando en ella túneles, arcos y cuevas. La isla de Gaztelugache es el corazón de este interesante tramo de costa, junto con la pequeña isla de los conejos, la isla de Akatx, paraíso de las aves marinas. 
Sobre la isla de Gaztelugache hay una ermita consagrada a San Juan. Junto a la ermita hay un pequeño refugio que permite protegerse del viento y poder realizar una merienda disfrutando del mar y de las aves que anidan en estos lares. 
El acceso es espectacular. Un estrecho camino que parte de tierra firme y cruza sobre las rocas por un puente de piedra permite llegar hasta la zona superior del islote después de ascender 241 escalones. El camino se encuentra asimismo jalonado con las sucesivas estaciones de un Viacrucis. Suele ser tradición entre los caminantes tocar la campana de la ermita, como símbolo por el esfuerzo realizado, una vez ascendidos los 241 escalones. El esfuerzo merece la pena.
El islote está atravesado por túneles y hay numerosos arcos. A sus lados se abren playas de piedra que suelen ser muy utilizadas por los buceadores.
La costa, acantilada, está cubierta de vegetación. Destaca en esta el endemismo vasco y el acebuche y sobre ellos hay árgomas, encinas y brezos. En el mar, de fondos rocosos, existen praderas de algas, con especies como las laminarias o saccorhizas. La población piscícola es la típica del Cantábrico, donde abundan lubinas, fanecas, congrios o chicharros, y se completa con babosas, carraspios, julias e invertebrados como actinias, erizos, holoturias, pulpos, nécoras y centollos, además de los percebes que se encaraman en la roca. Entre los reptiles, cabe destacar la presencia de una población estable de lagartija de las Pitiusas.
Las aves marinas son muy abundantes. La existencia de espacios amplios, como la isla de Aqueche a la que solo se pueden acceder por mar, hacen que puedan reproducirse con tranquilidad. Entre las aves que crían aquí destaca, por su rareza y pequeño tamaño, el paíño común. Abundan además, las gaviotas patiamarilla, los cormoranes moñudos y las palomas bravías.
Aunque hay frecuentes discrepancias respecto a qué municipio pertenece el istmo de Gaztelugache, este se encuentra dentro de los límites de la Villa de Bermeo.

### La ermita

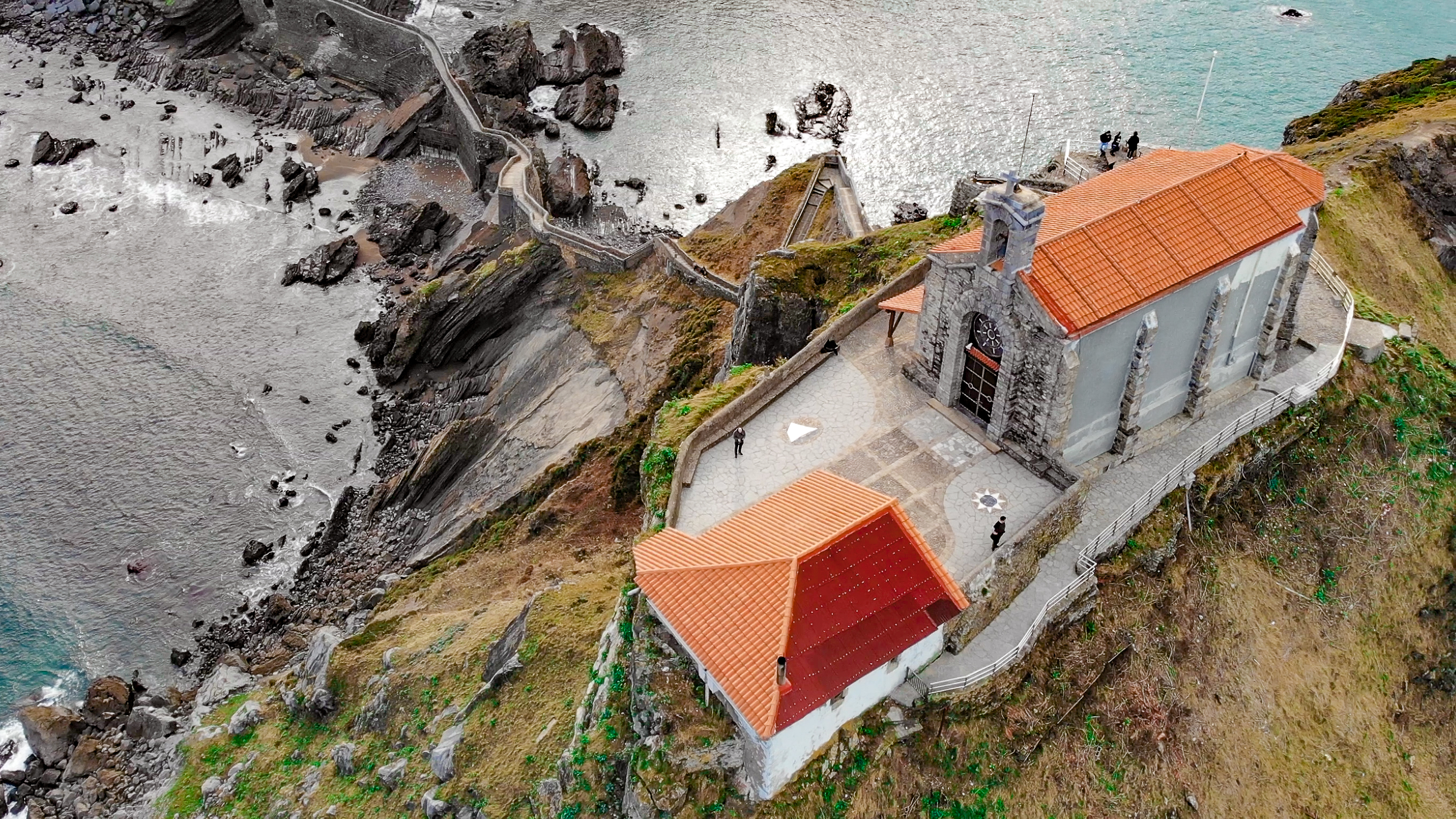
La ermita de Gaztelugache

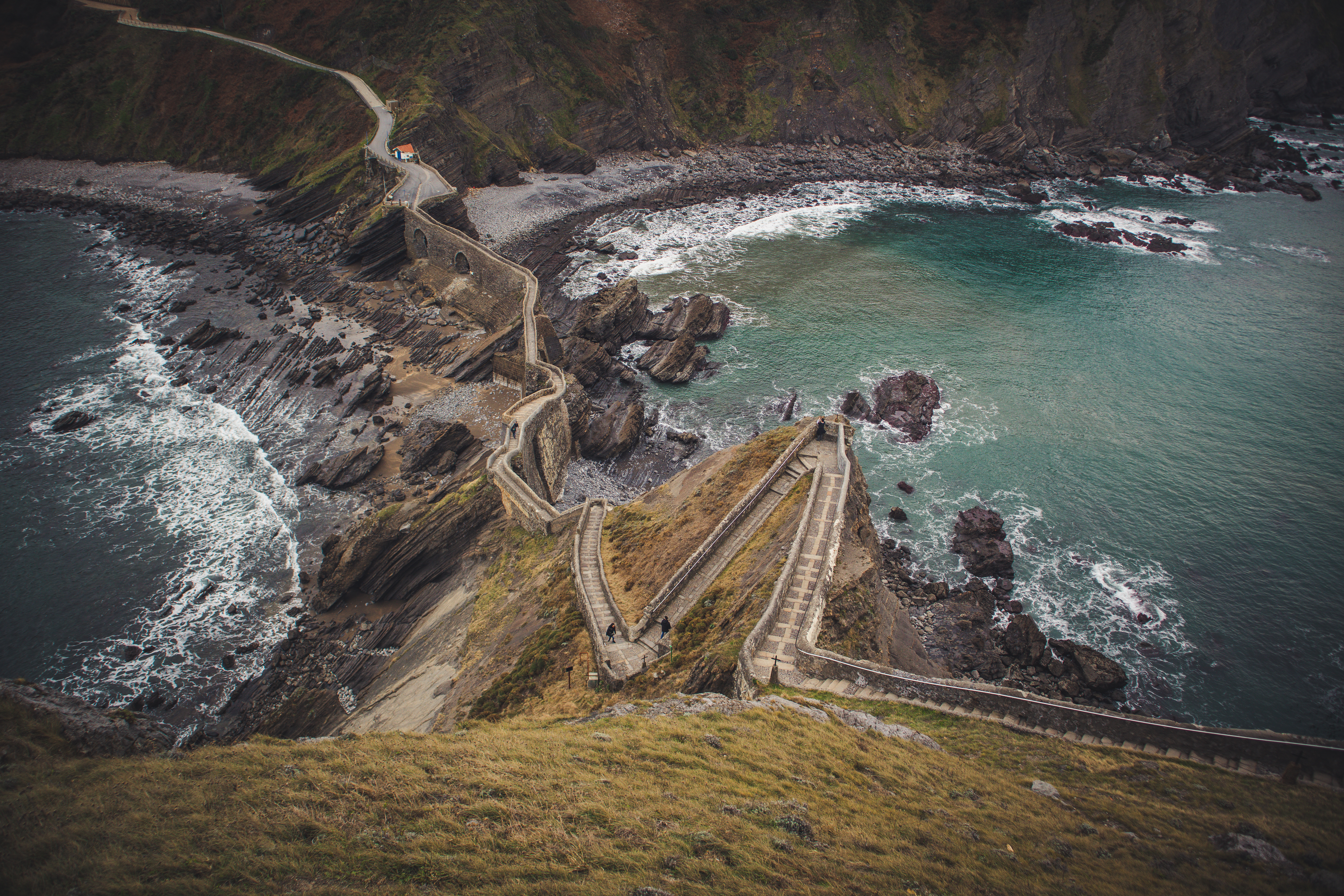
Escalinata de acceso vista desde el peñón

La pequeña iglesia dedicada a la Degollación de San Juan, que permanece cerrada la mayor parte del tiempo, data del siglo X y algunos la consideran de origen templario, lo que es imposible, puesto que dicha orden no fue creada hasta 1119, y documentos anteriores a esta fecha acreditan su existencia. En 1053 fue donada, por Íñigo López, señor de Vizcaya, al monasterio de San Juan de la Peña situado cerca de Jaca en Huesca.

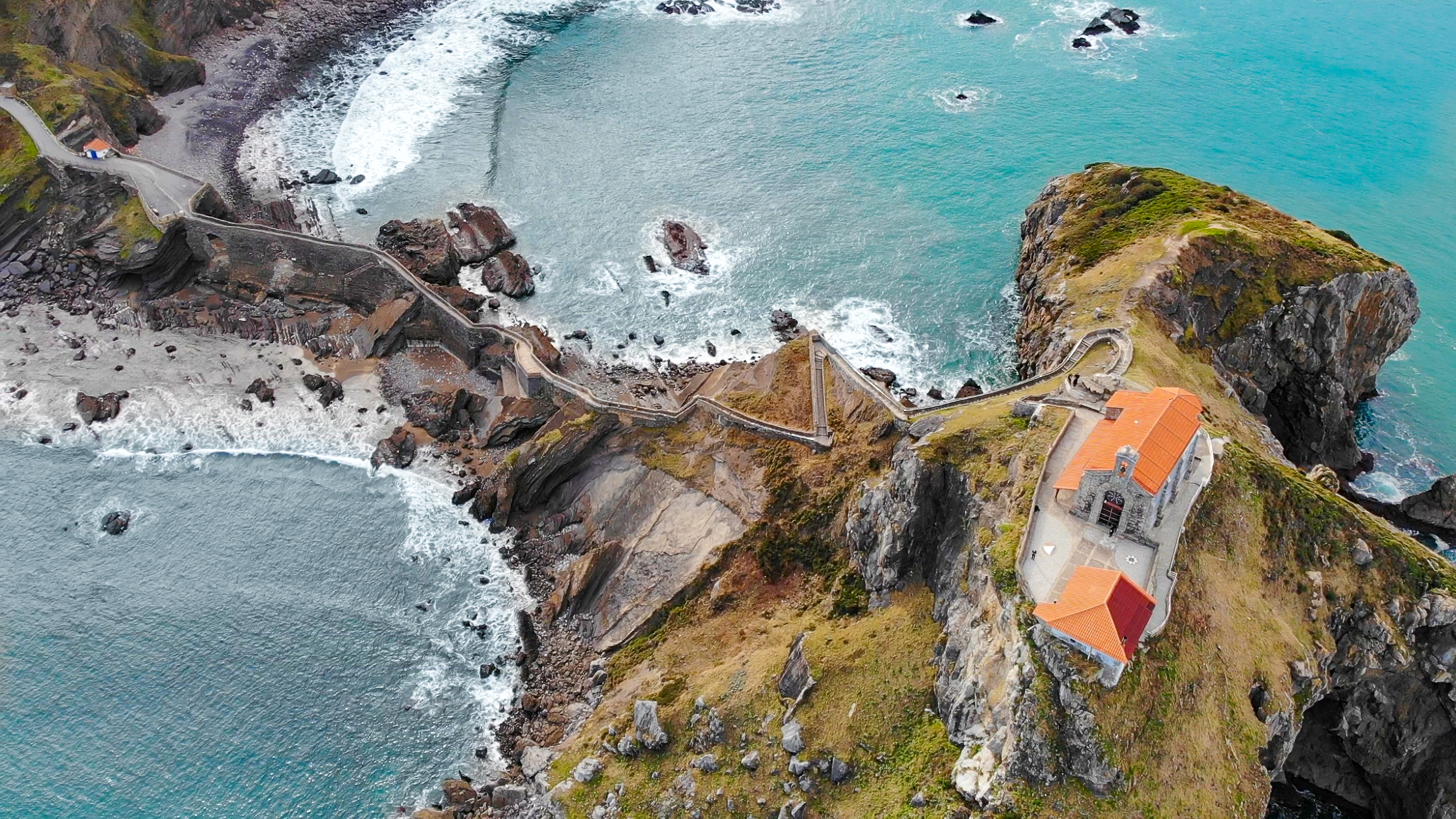
Escalera de acceso a San Juan de Gaztelugatxe.

En 1593 sufrió un ataque corsario a manos de Francis Drake en el que fue saqueada. Este fue uno de los muchos incidentes que ha sufrido a lo largo de su historia, donde se ha incendiado varias veces. El último el 10 de noviembre de 1978 en el que resultó destruida. Dos años más tarde, el 25 de junio de 1980 se reinauguraba nuevamente.
En la explanada e interior de la ermita se han hallado enterramientos medievales del siglo IX y XII. La jurisdicción religiosa a la que pertenece la ermita es la de la parroquia de San Pelayo de Baquio.
Según una tradición, una vez alcanzada la ermita hay que tocar la campana tres veces y pedir un deseo. El esfuerzo necesario para subir las escaleras, talladas en la roca, se ve ampliamente recompensado.
La ermita alberga varios exvotos de marinos que se han salvado de algún naufragio. También es tradicional que los barcos de pesca que zarpan del puerto de Bermeo, al inicio de las campañas atuneras en el mar de las Azores, cuando llegan frente al islote de Gaztelugatxe cumplan con un ritual, al que se han ido sumando navíos de otras naciones: tres vueltas al babor y otras tres a estribor, haciendo sonar la sirena  al finalizar cada vuelta con la proa apuntando a la ermita, para pedir suerte en las capturas y buen tiempo. 
Bermeo es uno de los principales puertos pesqueros de Vizcaya, considerado Capital Mundial del Atún, con una importante una flota de 50 barcos atuneros y 25 de bajura, que supone alrededor del 10% de las capturas mundiales de túnidos tropicales.
Sumergida a 10 metros de profundidad frente al islote está la Virgen de Begoña desde 1963, como iniciativa de los submarinistas para que les protegiera desde su trono bajo el agua.

## Episodios bélicos
El estratégico lugar que ocupa le hizo desarrollar un papel importante en diferentes acontecimientos históricos. Fue uno de los lugares en donde se enfrentaron el rey Alfonso XI de Castilla y el señor de Vizcaya Juan Núñez de Lara en 1334.
En 1594 fue atacado por hugonotes de La Rochelle, sufriendo el saqueo y el asesinato del ermitaño que estaba a su cuidado. En el siglo XVIII fue asaltada por tropas inglesas y en la guerra civil española se produjo en sus aguas la batalla del Cabo Machichaco, en donde se enfrentó la marina republicana contra la sublevada.

## Costumbres y tradiciones

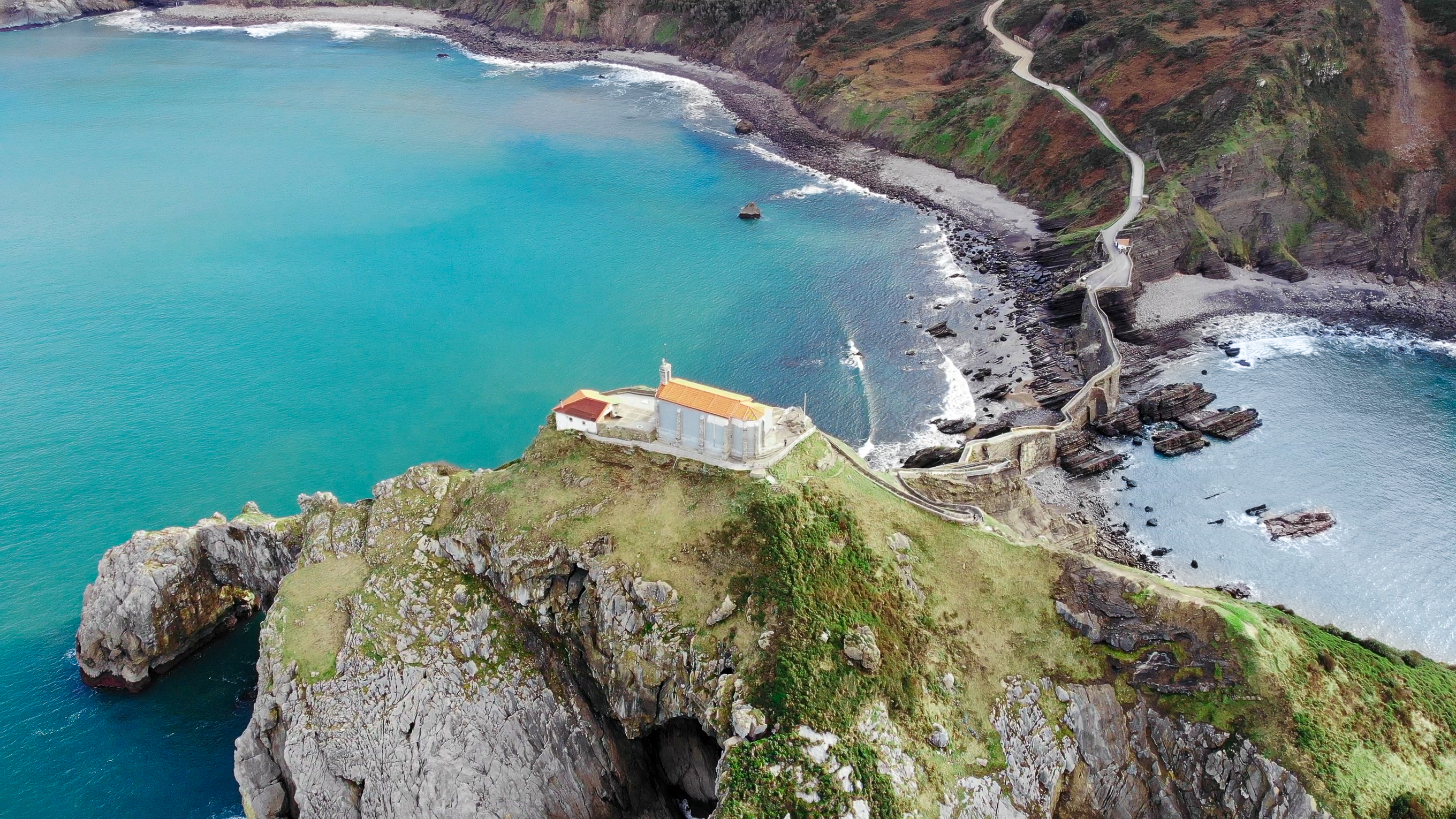
Gaztelugache vista desde el camino de acceso en la costa.

A la tradición de subir y tocar tres veces la campana para pedir un deseo o ahuyentar a los malos espíritus se unen otras más. Los barcos de pesca bermeanos cuando salen a faenar suelen realizar varios giros a babor y estribor para que el santo les de suerte. Las mujeres que sufren algún problema relacionado con la fertilidad suelen acudir a este lugar en la creencia que el Santo les ayudará a solventar dicho problema. A los huecos de las escaleras, identificados como las huellas de San Juan, se les otorga diferentes poderes curativos, para beneficiarse de los mismos hay que meter los pies en ellos buscando que curen los callos o se dejan sombreros, pañuelos o chapelas para curar el dolor de cabeza. 
La tradición cuenta que San Juan Bautista llegó a tocar tierra en este punto de la costa vasca dejando sus huellas marcadas en la roca en cuatro lugares diferentes: en el arco de San Juan en el propio casco urbano de Bermeo, junto al caserío Itsasalde, en el alto de Burgoa y finalmente junto al caserío de Ermua, está colocada en 1982. Cuenta también que en las cuevas del peñón la inquisición encerraba a los acusados de brujería.

## Fiestas

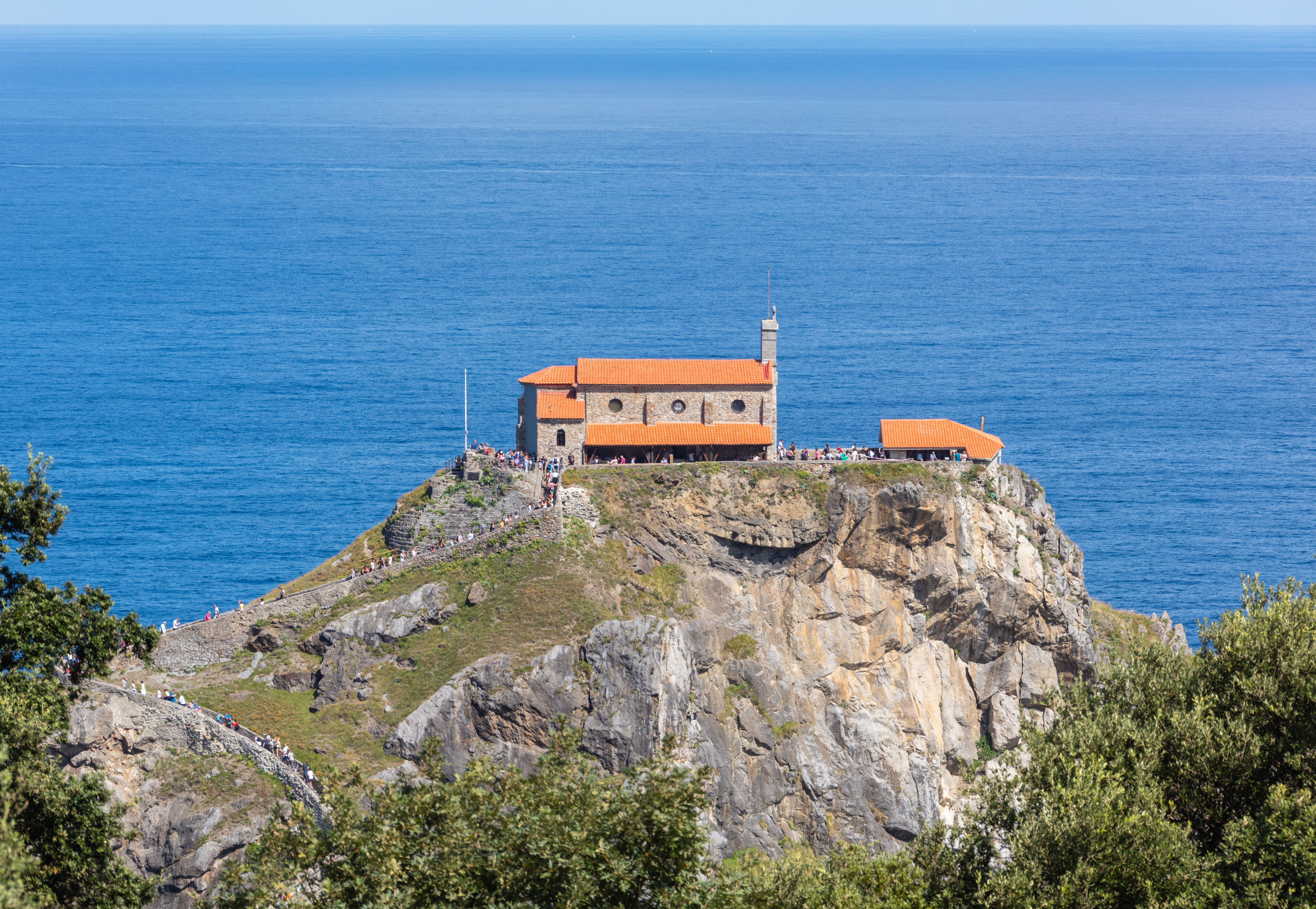
Ermita de San Juan de Gaztelugache

En San Juan de Gaztelugache se celebran varias fiestas. Lo curioso es que a cada una de ellas acude gente de un pueblo diferente. Así pues:
- El 24 de junio, San Juan Bautista, hacen fiesta los bermeanos.
- El 31 de julio, San Ignacio de Loyola, hacen fiesta los de Arrieta.
- El 29 de agosto, San Juan degollado, la celebran los de Baquio. Además, la corporación del Ayuntamiento de Bermeo acude al peñón todos los años como manda la tradición, para renovar el acta sobre la posesión del mismo.
- El 30 de diciembre se oficia la misa de fin de año.
- Durante las fiestas patronales de Bermeo, en septiembre, se realiza una ofrenda floral submarina a la Virgen de nuestra Señora de Begoña que fue instalada en la base del acantilado, frente a los arcos, en 1963. Hay una réplica de esta virgen sumergida en la iglesia de San Francisco en Bermeo.

## Escenario televisivo
El islote y sus alrededores fueron el escenario del rodaje de algunas escenas de la séptima temporada de la serie de la HBO Juego de Tronos, en la que la playa se convierte en Rocadragón. En la ficción de la serie se ve un palacio recreado digitalmente en lugar de la ermita existente, pero sí destaca el camino con 241 escalones que asciende hasta la cima del islote. A raíz de servir Gaztelugache de escenario de la famosa serie de televisión, ha sido tan masiva la afluencia de visitantes que la Diputación Foral ha tenido que limitar el acceso mediante tickets gratuitos que hay que sacar en línea.